# Françoise Dürr
Françoise Dürr, francoska tenisačica, * 25. december 1942, Algiers, Alžirija.
Françoise Dürr se je v karieri 27-krat uvrstila v finale turnirjev za Grand Slam, od tega je osvojila dvanajst turnirjev. Edinkrat v posamični konkurenci se je leta 1967 uvrstila v finale turnirja za Amatersko prvenstvo Francije, kjer je premagala Lesley Turner Bowrey. Na turnirjih za Odprto prvenstvo Anglije se je najdlje uvrstila v polfinale leta 1970, kot tudi na turnirjih za Nacionalno prvenstvo ZDA leta 1967, na turnirjih za  Prvenstvo Avstralije pa v četrtfinale v letih 1965 in 1967. V konkurenci ženskih dvojih je v osemnajstih nastopih v finalu osvojila sedem turnirjev, petkrat Odprto prvenstvo Francije in dvakrat Odprto prvenstvo ZDA, v konkurenci mešanih dvojic pa je v osmih finalih osvojila štiri naslove, trikrat Odprto prvenstvo Francije in enkrat Odprto prvenstvo Anglije. Leta 2003 je bila sprejeta v Mednarodni teniški hram slavnih.

## Finali Grand Slamov

### Posamično (1)

#### Zmage (1)
| Leto | Turnir                       | Nasprotnica v finalu | Rezultat finala |
| 1967 | Amatersko prvenstvo Francije | Lesley Turner Bowrey | 4–6, 6–3, 6–4   |

### Mešane dvojice (18)

#### Zmage (7)
| Leto | Turnir                        | Partnerica       | Nasprotnici v finalu             | Rezultat finala |
| 1967 | Amatersko prvenstvo Francije  | Gail Chanfreau   | Annette Van Zyl Pat Walkden      | 6–2, 6–2        |
| 1968 | Odprto prvenstvo Francije (2) | Ann Haydon-Jones | Rosemary Casals Billie Jean King | 7–5, 4–6, 6–4   |
| 1969 | Odprto prvenstvo Francije (3) | Ann Haydon-Jones | Nancy Richey Margaret Court      | 6–0, 4–6, 7–5   |
| 1969 | Odprto prvenstvo ZDA          | Darlene Hard     | Margaret Court Virginia Wade     | 0–6, 6–3, 6–4   |
| 1970 | Odprto prvenstvo Francije (4) | Gail Chanfreau   | Rosemary Casals Billie Jean King | 6–1, 3–6, 6–3   |
| 1971 | Odprto prvenstvo Francije (5) | Gail Chanfreau   | Helen Gourlay Kerry Harris       | 6–4, 6–1        |
| 1972 | Odprto prvenstvo ZDA (2)      | Betty Stöve      | Margaret Court Virginia Wade     | 6–3, 1–6, 6–3   |

#### Porazi (11)
| Leto | Turnir                        | Partnerica       | Nasprotnici v finalu                | Rezultat finala |
| 1965 | Amatersko prvenstvo Francije  | Jeanine Lieffrig | Margaret Court Lesley Turner Bowrey | 6–3, 6–1        |
| 1965 | Prvenstvo Anglije             | Jeanine Lieffrig | Maria Bueno Billie Jean King        | 6–2, 7–5        |
| 1968 | Odprto prvenstvo Anglije (2)  | Ann Haydon-Jones | Rosemary Casals Billie Jean King    | 3–6, 6–4, 7–5   |
| 1970 | Odprto prvenstvo Anglije (3)  | Virginia Wade    | Rosemary Casals Billie Jean King    | 6–2, 6–3        |
| 1971 | Odprto prvenstvo ZDA          | Gail Chanfreau   | Rosemary Casals Judy Tegart         | 6–3, 6–3        |
| 1972 | Odprto prvenstvo Anglije (4)  | Judy Tegart      | Billie Jean King Betty Stöve        | 6–2, 4–6, 6–3   |
| 1973 | Odprto prvenstvo Francije (2) | Betty Stöve      | Margaret Court Virginia Wade        | 6–2, 6–3        |
| 1973 | Odprto prvenstvo Anglije (5)  | Betty Stöve      | Rosemary Casals Billie Jean King    | 6–1, 4–6, 7–5   |
| 1974 | Odprto prvenstvo ZDA (2)      | Betty Stöve      | Rosemary Casals Billie Jean King    | 7–6, 6–7, 6–4   |
| 1975 | Odprto prvenstvo Anglije (6)  | Betty Stöve      | Ann Kiyomura Kazuko Savamacu        | 7–5, 1–6, 7–5   |
| 1979 | Odprto prvenstvo Francije (3) | Virginia Wade    | Betty Stöve Wendy Turnbull          | 2–6, 7–5, 6–4   |

### Mešane dvojice (8)

#### Zmage (4)
| Leto | Turnir                        | Partner             | Nasprotnika v finalu           | Rezultat finala |
| 1968 | Odprto prvenstvo Francije     | Jean-Claude Barclay | Billie Jean King Owen Davidson | 6–1, 6–4        |
| 1971 | Odprto prvenstvo Francije (2) | Jean-Claude Barclay | Winnie Shaw Thomas Lejus       | 6–2, 6–4        |
| 1973 | Odprto prvenstvo Francije (3) | Jean-Claude Barclay | Betty Stöve Patrice Dominguez  | 6–1, 6–4        |
| 1976 | Odprto prvenstvo Anglije      | Tony Roche          | Rosemary Casals Dick Stockton  | 6–3, 2–6, 7–5   |

#### Porazi (4)
| Leto | Turnir                        | Partner             | Nasprotnika v finalu                | Rezultat finala |
| 1969 | Odprto prvenstvo Francije     | Jean-Claude Barclay | Margaret Court Marty Riessen        | 6–3, 6–2        |
| 1969 | Odprto prvenstvo ZDA          | Dennis Ralston      | Margaret Court Marty Riessen        | 6–4, 7–5        |
| 1970 | Odprto prvenstvo Francije (2) | Jean-Claude Barclay | Billie Jean King Bob Hewitt         | 3–6, 6–4, 6–2   |
| 1972 | Odprto prvenstvo Francije (3) | Jean-Claude Barclay | Evonne Goolagong Cawley Kim Warwick | 6–2, 6–4        |